# Franz Zauner (Kunsthistoriker)
Franz Paul Zauner (* 29. März 1876 in Fisching, einem Ortsteil von Waging am See; † 1943) war ein deutscher Kunsthistoriker und Schriftsteller.

## Leben
Zauner wurde als Sohn des Landwirts Donat Zauner und der Margaretha Feil geboren. Seine Schulbildung erhielt er an den Gymnasien in Kloster Schäftlarn, Kloster Scheyern und Freising (Abitur 1895). Er studierte zunächst Theologie an der Philosophisch-theologischen Hochschule Freising und wurde 1900 zum Priester geweiht. Anschließend war er Kooperator in Eching (Landkreis Landshut) und Hohenbrunn. 1904 wurde er Benefiziat an St. Leonhard in Siegertsbrunn, einer Filialkirche der Pfarrei Hohenbrunn. 1917 wurde er Pfarrer in Oberweikertshofen, 1923 Pfarrer in Petershausen (1936 frei resigniert). Von 1939 bis 1943 war er Preysingscher Schlossbenefiziat in Kronwinkl (Pfarrei Eching b. Landshut).
Zauner studierte 1910 bis 1914 Kunstgeschichte an der Ludwig-Maximilians-Universität München. Auslandsreisen führten ihn nach Italien, wo er am privaten kunsthistorischen Institut in Florenz seine Studien fortsetzte. Sein Werk umfasst Beschreibungen der Kunstdenkmäler Münchens und des Oberlandes. 1959 ehrte die Stadt München sein Andenken mit der Benennung einer Straße.

## Schriften
- Siegertsbrunn, seine Leonhardi-Wallfahrtskirche und die Leonhardifahrt. Siegertsbrunn 1909. (erweiterter Nachdruck 1995)
- Münchens Umgebung in Kunst und Geschichte Eine Beschreibung von 362 Orten, links und rechts der Isar, mit ihren geologischen, prähistorischen, geschichtlichen und kunsthistorischen Merkwürdigkeiten. Lindauer, München 1914.
- Die Kanzeln Toskanas aus der romanischen Stilperiode. Borna bei Leipzig 1915. (Dissertation, München 1914.)[1]
- Oberammergau und Umgebung. Benediktbeuern, Ettal, Garmisch, Kochel, Mittenwald, Murnau, Partenkirchen usw. (mit Anhang "Die Königsschlösser") Kempten 1922.
- Bad Wörishofen und Umgebung. Ein Führer. München 1922.